# Columnea illepida
Columnea illepida är en tvåhjärtbladig växtart som beskrevs av Harold Emery Moore. Columnea illepida ingår i släktet Columnea och familjen Gesneriaceae. Inga underarter finns listade i Catalogue of Life.